# Nihel Ghoul
Nihel Ghoul ou Nihel El Ghoul, née le 2 juin 1984 à Kélibia, est une joueuse tunisienne de volley-ball. Elle mesure 1,80 m et pèse 72 kg.
Elle est formée dans le club de sa ville natale, le Club olympique de Kélibia. Elle joue à partir de 2007 au poste de réceptionneur-attaquant pour le club de l'UGS Havre Ocean/HAC évoluant en Nationale 3 puis en Nationale 2, avant de rejoindre le CEP Poitiers Saint-Benoît en 2015,.

## Clubs
- 2000-2007 : Club olympique de Kélibia
- 2007-2015 : UGS Havre Ocean/HAC
- 2015-2019 : CEP Poitiers Saint-Benoît
- depuis 2019 : SRD Volley-ball Saint-Dié-des-Vosges

## Palmarès
- Meilleure marqueuse du championnat d'Afrique 2005 ;
- Meilleure serveuse du championnat d'Afrique 2009[3].

## Diplômes
- Doctorat en sciences du sport obtenu à l'université de Rouen en 2015[5].